# دون دوبي
دون دوبي هو سياسي أسترالي، ولد في 28 يوليو 1927 في غلاسكو في المملكة المتحدة، وتوفي في 25 نوفمبر 1996. نشط حزبياً في الحزب الليبرالي الأسترالي. وقد انتخب عضو مجلس النواب الأسترالي ‏ عن دائرة كوك ‏ (13 ديسمبر 1975 – 29 يناير 1996) وانتخب عضو مجلس النواب الأسترالي ‏ عن دائرة كوك ‏ (25 أكتوبر 1969 – 2 ديسمبر 1972) وانتخب عضو مجلس النواب الأسترالي ‏ عن دائرة Division of Hughes ‏ (26 نوفمبر 1966 – 25 أكتوبر 1969).